# モンロー郡 (ケンタッキー州)
モンロー郡（英: Monroe County）は、アメリカ合衆国ケンタッキー州の南部に位置する郡である。2010年国勢調査での人口は10,963人であり、2000年の11,756人から6.7%減少した。郡庁所在地はトンプキンズビル市（人口2,402人）であり、同郡で人口最大の都市でもある。
モンロー郡は1820年に設立され、郡名は当時の第5代アメリカ合衆国大統領ジェームズ・モンローに因んで名付けられた。郡名は郡内のどこにおいてもアルコール飲料の販売が禁止されている「ドライ郡」（禁酒郡）である。

## 歴史
モンロー郡は大統領の名前を採り、郡庁所在地の名前がその副大統領に因むということで、アメリカ合衆国の中の3,000以上ある郡で唯一のものである。1820年に設立され、郡名はモンロー主義の作者でもある第5代アメリカ合衆国大統領ジェームズ・モンローに因んで名付けられた。郡庁所在地のトンプキンズビル市は、ダニエル・トンプキンズ副大統領に因む命名である。二人とも1817年から1825年が在任期間だった。
南軍のジョン・ハント・モーガン将軍による最初のケンタッキー州襲撃は1862年7月9日のことだった。モーガンの襲撃隊はテネシー州から入り、モンロー郡を守備していたトマス・J・ジョーダン少佐のペンシルベニア第9騎兵隊を攻撃した。このとき退却する北軍兵30名を捕獲し、テントや店舗を破壊した。荷車20両、ラバ50頭、砂糖とコーヒーなどの物資を奪った。北西のグラスゴーでは物資を燃やしてから北に向かい、16の町を襲撃した後にテネシー州に戻った。
エイブラハム・リンカーン大統領の従兄弟叔父にあたるトマス・リンカーン（1780年-1844年）が、現在のモンロー郡メシャック・クリーク地域に住んでおり、1802年と1804年の2度、カンバーランド郡の警官を務めた。1810年にはケンタッキー州を離れ、オハイオ州からインディアナ州に移った。1799年にメシャック・クリーク地域出身のパッツィー・ジーと結婚した。
「昔のマルキー集会所州立歴史史跡」が郡内にある。広さ20エーカー (80,000 m2) のこの公園には、宗教復興期の1804年に建てられた州内最古の丸太造り集会所がある。ダニエル・ブーンの姉妹ハンナなど、アメリカ独立戦争の軍人や開拓者が多くここに埋葬されている。集会所は12角形をしており、ドアが3つあって三位一体の象徴になっている。当初はミルクリーク・バプテスト教会と呼ばれたマルキー教会は、フィリップ・マルキーに率いられ、ノースカロライナ州とサウスカロライナ州から来た少数のバプテスト開拓者が設立した。この場所は1931年に州立公園に加えられた。

## 地理
アメリカ合衆国国勢調査局に拠れば、郡域全面積は332.11平方マイル (860.2 km2)であり、このうち陸地330.81平方マイル (856.8 km2)、水域は1.30平方マイル (3.4 km2)で水域率は0.39%である。

### 隣接する郡
- バーレン郡 - 北西
- メトカーフ郡 - 北東
- カンバーランド郡 - 東
- クレイ郡 (テネシー州) - 南東
- メイコン郡 (テネシー州) - 南西
- アレン郡 - 西

## 人口動態
以下は2000年国勢調査による人口統計データである。
| 基礎データ - 人口: 11,756人 - 世帯数: 4,741 世帯 - 家族数: 3,380 家族 - 人口密度: 14人/km2（36人/mi2） - 住居数: 5,288軒 - 住居密度: 6軒/km2（16軒/mi2） 人種別人口構成 - 白人: 95.57% - アフリカン・アメリカン: 2.76% - ネイティブ・アメリカン: 0.13% - アジア人: 0.01% - 太平洋諸島系: 0.03% - その他の人種: 0.93% - 混血: 0.59% - ヒスパニック・ラテン系: 1.45% 年齢別人口構成 - 18歳未満: 23.9% - 18-24歳: 8.9% - 25-44歳: 27.7% - 45-64歳: 24.3% - 65歳以上: 15.3% - 年齢の中央値: 45歳 - 性比（女性100人あたり男性の人口） - 総人口: 94.2 - 18歳以上: 91.0 | 世帯と家族（対世帯数） - 18歳未満の子供がいる: 31.1% - 結婚・同居している夫婦: 57.4% - 未婚・離婚・死別女性が世帯主: 10.4% - 非家族世帯: 28.7% - 単身世帯: 26.3% - 65歳以上の老人1人暮らし: 12.6% - 平均構成人数 - 世帯: 2.45人 - 家族: 2.94人 収入と家計 - 収入の中央値 - 世帯: 22,356米ドル - 家族: 27,112米ドル - 性別 - 男性: 21,820米ドル - 女性: 17,783米ドル - 人口1人あたり収入: 14,365米ドル - 貧困線以下 - 対人口: 23.4% - 対家族数: 20.0% - 18歳未満: 27.6% - 65歳以上: 30.3% |

## 都市と町
- トンプキンズビル - 郡庁所在地
- ファウンテンラン
- ガマリール

### 未編入の町
- バグタッスル
- マウントハーモン